# Grądowy Młyn
Grądowy Młyn – osada w Polsce położona w województwie warmińsko-mazurskim, w powiecie elbląskim, w gminie Rychliki.
W latach 1975–1998 miejscowość administracyjnie należała do województwa elbląskiego.